# 三对节
三对节为唇形科三对节属的植物。分布于马来半岛、南太平洋诸岛、东非以及中国大陆的西藏、云南、广西、贵州等地，生长于海拔210米至1,800米的地区，多生长于山坡疏林以及谷地沟边灌丛中。该植物中含有皂甙成分，可以截疟、驳骨、杀菌、清热、解毒。

## 别名
齿叶赪桐（广西植物名录）

## 变种
- 三台花（Rotheca serratum var. amplexifoliu），分布在中国大陆的贵州、云南、广西等地，生长于海拔630米至1,600米的地区，多生长在路旁密林中以及灌丛中。
- 草本三对节（Rotheca serratum var. herbaceum），分布在中国大陆的贵州、云南、广西等地，生长于海拔400米至1,450米的地区，多生于山坡路旁灌丛以及次生灌丛中。
- 大序三对节（Rotheca serratum var. wallichii），分布于中国大陆的西藏、云南等地，见于山坡路旁的疏林中。